# Kali chloride
Kali chloride (KCl) là một muối của kali với ion chloride với công thức hóa học KCl. Nó không mùi và có tinh thể thủy tinh màu trắng hoặc không màu. Chúng cũng có thể có màu đỏ do sự xuất hiện của sắt oxide trong quặng sylvit. Ở dạng chất rắn kali chloride tan trong nước và dung dịch của nó có vị giống muối ăn. KCl được sử dụng làm phân bón, trong y học, ứng dụng khoa học, bảo quản thực phẩm, và được dùng để tạo ra sự ngừng hoạt động của tim để thi hành các bản án tử hình bằng hình thức tiêm Kali chloride trực tiếp vào tĩnh mạch phạm nhân (hiện nay nhà nước Việt Nam vẫn đang áp dụng), Kali chloride là chất độc thứ 3 trong 3 quy trình để hành hình tử tù. Kali chloride xuất hiện trong tự nhiên với khoáng vật sylvit và kết hợp với natri chloride thành khoáng vật sylvinit.
Phiên bản dùng để tiêm chích của chất này nằm trong Danh sách các thuốc thiết yếu của WHO, gồm các loại thuốc quan trọng nhất cần thiết trong một hệ thống y tế cơ bản.